# Laurer-Kanal
Der Laurer-Kanal (nach Johann Friedrich Laurer) ist ein Geschlechtsorgan der Saugwürmer. Bei den Digenea führt er vom Eileiter (Oviduct) auf die rückenseitige Körperoberfläche. Bei anderen Saugwürmern kann er blind im Parenchym enden oder ganz fehlen. Gelegentlich findet über ihn eine Fremdbegattung statt. Diese erfolgt aber meist durch die Genitalpore und den Uterus. Der Laurer-Kanal kann als Homologon der Vagina der Hakensaugwürmer (Monogenea)  angesehen werden, hat aber die Funktion als Begattungsorgan weitestgehend verloren und dient vor allem als Spermienspeicher. Die Auskleidung des Laurer-Kanals unterscheidet sich deutlich von der des Oviducts, da es sich um eine direkte Fortsetzung der äußeren Lage (Syncytium) der Körperhülle (Tegument) handelt. Das Vorhandensein des Organs und die Lage der Ausführungsöffnung des Kanals in Bezug auf die Exkretionspore sind wichtige Merkmale für die Systematik der Digenea.